# Phileurus lecourti
Phileurus lecourti är en skalbaggsart som beskrevs av Roger Paul Dechambre 1998. Phileurus lecourti ingår i släktet Phileurus och familjen Dynastidae. Inga underarter finns listade i Catalogue of Life.